# 포린 화이트
포린 화이트(Foreign White)는 샴고양이 또는 오리엔탈 쇼트헤어의 털 색에 따른 분류이다. GCCF와 ACF에 의해 고양이 품종으로 인정받고 있다. 포린 화이트는 긴 몸과 삼각형 모양의 얼굴, 균일한 흰 털과 짙은 푸른 눈이 특징이다.
포린 화이트는 1960년대에 샴의 색 변종을 개발하는 과정에서 탄생했다. 포린 화이트은 올 화이트 샴을 만드는 것을 목표로 한 번식 프로그램에서 태어났으며 1977년 GCCF에 의해 인정되었다. 처음에는 각 색이 품종이 되었으나 연맹은 계속해서 품종이 생산되는 것에 문제가 있다고 판단하여 하나로 통합했는데, 바로 오리엔탈 쇼트헤어이다. 그러나 GCCF는 포린 화이트는 새로운 품종이라고 결정했다. 2022년에는 오스트레일리아 고양이 연맹(ACF)과 함께 유일하게 그 존재를 인정한 연맹이다.
포린 화이트의 흰 털은 "우성 유전자"인 W 유전자에 의해 유도된다. 이 유전자는 푸른 눈을 가진 흰 고양이에서 난청이 일어나도록 한다. 이러한 문제로 인해 포린 화이트 사육자들은 샴고양이와 체계적으로 교배하고, 붉은색이나 얼룩무늬의 번식을 피하도록 교배한다.